# Punta Agradable
La punta Agradable (51°49′S 58°10′O / -51.817, -58.167) se encuentra en el este de la isla Soledad del archipiélago de las Malvinas. Administrativamente pertenece al departamento Islas del Atlántico Sur de la provincia de Tierra del Fuego, Antártida e Islas del Atlántico Sur.
Esta punta se ubica al sur del puerto Fitz Roy, estando en la entrada oriental del puerto homónimo al  que cierra por el sur, y a su vez, cierra por el norte a la rada homónima.